# ARV Almirante Brión (F-22)
La ARV Almirante Brión (F-22) es una fragata lanzamisiles clase Lupo que sirve en la Armada Bolivariana desde 1981. Fue adquirida por Venezuela en 1975 y construida entre 1977 y 1980.

## Construcción y características
La fragata Almirante Brión fue construida por el Cantieri Navali Riuntini, en Riva Trigoso, Italia. La puesta de quilla fue en junio de 1977, la botadura el 22 de febrero de 1979 y la entrada al servicio en octubre de 1980. Fue la segunda unidad de la clase Lupo, construida por contrato firmado el 24 de octubre de 1975.
Su desplazamiento con carga estándar es de 2208 t, mientras que a plena carga es de 2500 t. Su eslora mide 113,2 m, su manga 11,3 m y su calado 3,7 m. La nave tiene una propulsión CODAG (combinado diésel y gas) compuesta por dos turbinas de gas Fiat/GEI LM2500 de 34 400 bhp y dos motores diésel GMT A320/20M de 7800 hp. El buque puede desarrollar una velocidad de 35 nudos.
Su armamento consiste en un cañón compacto de calibre 127 mm; cuatro cañones de calibre 40 mm; ocho lanzadores de misiles superficie-superficie Otomat; un lanzador de misiles superficie-aire Aspide de ocho celdas; un lanzacohetes SCLAR; y seis tubos lanzatorpedos para guerra antisubmarina.
La Almirante Brión fue objeto de una modernización entre 1998 y 2002 en el Ingalls Shipbuilding de Pascagoula, Misisipi, Estados Unidos. Los trabajos de modernización contemplaron un recorrido total del casco, el reemplazo de los motores diésel de propulsión por otros nuevos, la modernización de las turbinas a gas, el cambio de los sistemas de control de la planta motriz, el reemplazo de los existentes grupos electrógenos por otros nuevos, y la modernización del sistema de comando y control.